# Archichauliodes pictus
Archichauliodes pictus är en insektsart som beskrevs av Günther Theischinger 1983. Archichauliodes pictus ingår i släktet Archichauliodes och familjen Corydalidae. Inga underarter finns listade i Catalogue of Life.